# Península de Kiev
La península de Kiev (en búlgaro: полуостров Киев, ‘Poluostrov Kiev’; en ucraniano: півострів Київ, ‘Pivostriv Kiev’) es una península predominantemente cubierta de hielo y forma ovalada que se proyecta 35 kilómetros en dirección noroeste desde el lado oeste de la península Antártica. Limita con la bahía Flandres al noreste y la bahía Beascochea al suroeste, y está separada del archipiélago Wilhelm al noroeste por el canal Lemaire y el estrecho Penola. El extremo norte de la península, el cabo Renard, divide la costa Graham al sudoeste desde la costa Danco hacia el noreste.
La península lleva el nombre de la capital de Ucrania, Kiev, y fue colocado en relación con la base antártica ucraniana Vernadsky, situada en la cercana isla Galíndez.

## Reclamaciones territoriales
Argentina incluye a la península en el departamento Antártida Argentina dentro de la provincia de Tierra del Fuego, Antártida e Islas del Atlántico Sur; para Chile forma parte de la comuna Antártica de la provincia Antártica Chilena dentro de la Región de Magallanes y de la Antártica Chilena; y para el Reino Unido integra el Territorio Antártico Británico. Las tres reclamaciones están sujetas a las disposiciones del Tratado Antártico.